# Leonora Speyer

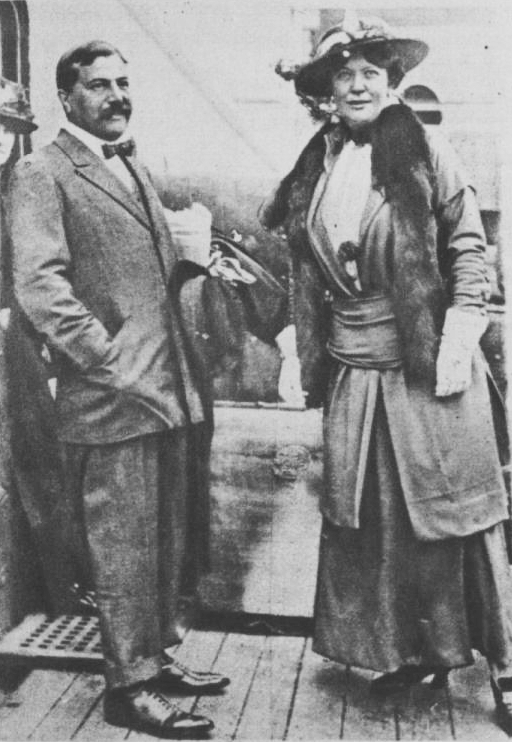
Leonora Speyer z mężem Edgarem, ok. 1921

Leonora Speyer (ur. 7 listopada 1872 w Waszyngtonie, zm. 10 lutego 1956 w Nowym Jorku) – amerykańska skrzypaczka i poetka, laureatka Nagrody Pulitzera.

## Życiorys
Urodziła się jako Leonora von Stosch, córka pochodzącego ze Śląska hrabiego Ferdinanda von Stoscha, weterana wojny secesyjnej. Była dwukrotnie zamężna. W 1894 wyszła za Louisa Mereditha Howlanda. Rozwiodła się w 1902. Potem poślubiła bankiera Edgara Speyera.

## Twórczość
Wydała między innymi tomik A Canopic Jar (1921). W 1927 otrzymała Nagrodę Pulitzera w dziedzinie poezji za tomik Fiddler’s Farewell.